# Dainichidō bugaku
Le Dainichidō bugaku (大日堂舞楽, littéralement « journée importante de la danse ») est un ensemble de neuf danses rituelles annuelles et de musique sacrée, nommé d’après le bugaku, spectacle du palais impérial, et d’après Dainichidō, visite de la suite impériale à Kazuno (préfecture d'Akita), lors de la reconstruction du sanctuaire local, Ōhirumemuchi jinja (大日霊貴神社), au début du VIIIe siècle : selon la légende, les artistes de cour enseignèrent alors la danse aux habitants de la région.

## Description
L'ordre et le nombre de danses ont changé au fil du temps ; l'ordre actuel comprend sept danses : Gongen-mai, Koma-mai (danse du poulain), Uhen-mai, Tori-mai (danse de l'oiseau), Godaison-mai, Kôshô-mai et Dengaku-mai.
On utilise des masques de shishi et vairocana. La flûte[Laquelle ?] et le taiko sont les instruments de musique utilisés.

## Histoire
Les danses ont une histoire de 1 300 ans : elles remontent à la période de Nara, même si leur pratique a été interrompue pendant près de soixante ans à la fin du XVIIIe siècle. Ces danses, dont certaines peuvent inclure des enfants ou des masques, sont pratiquées le 2 janvier, du lever du soleil jusqu'à midi, dans les sanctuaires des communautés d'Osato, Azukisawa, Nagamine, et Taniuchi, y compris Hachimantai.
D’après Yamaji Kōzō, le Dainichidō bugaku vient de la période de Nara (CE 710 à 794) et du milieu de l'époque de Heian (de 794 à 1185), après que le soutien de l’État aux sanctuaires shintō (initialement recommandé par l'empereur Shōmu (de 701 à 756)) a commencé à décliner : les artistes et danseurs de cour ont alors pris résidence auprès de collectivités locales, qui ont ensuite conservé un genre comme le Dainichidō bugaku comme un art populaire.